# Sisamnes

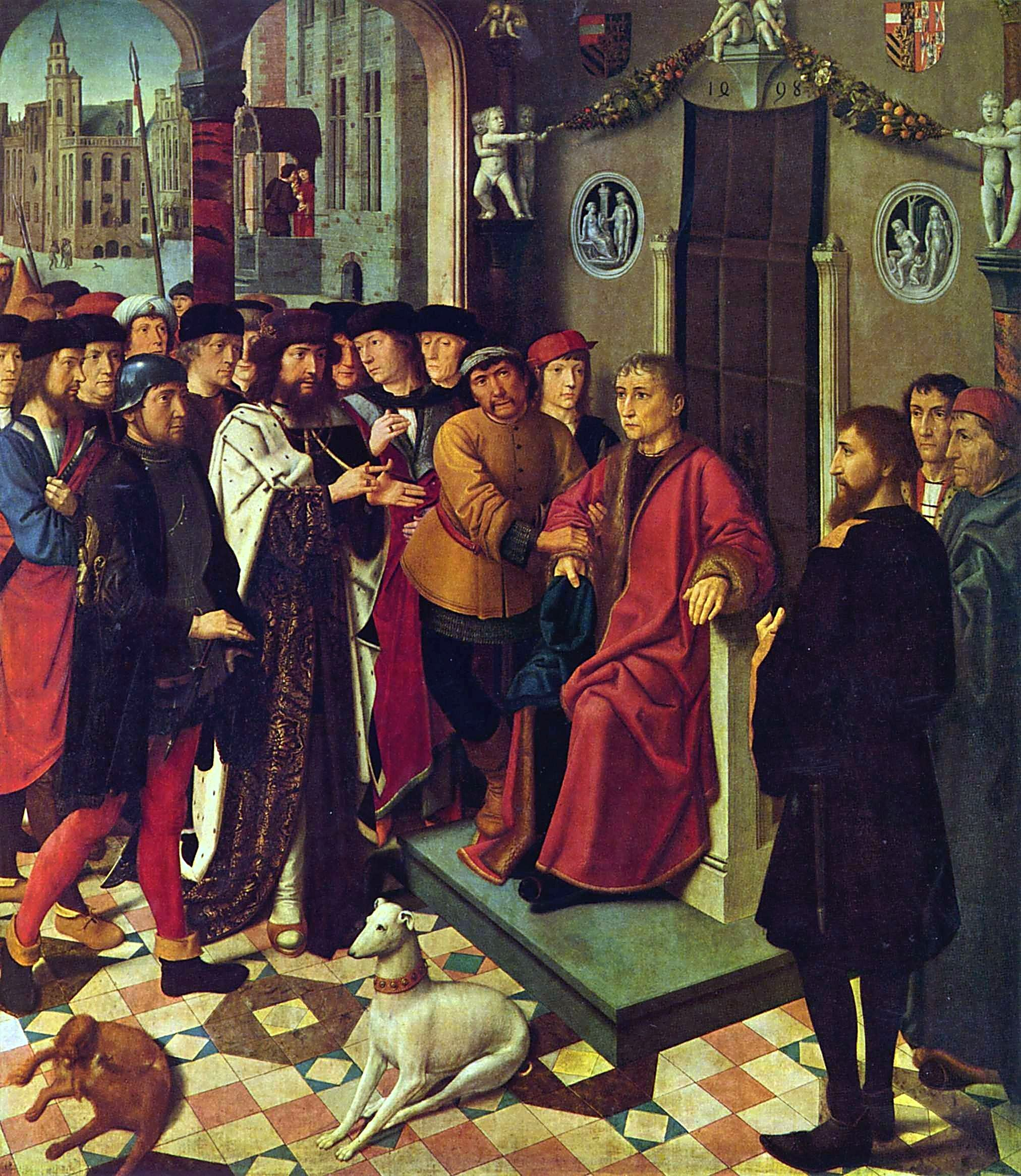
Bild: Gerard David: Die Verhaftung des Sisamnes (1498)

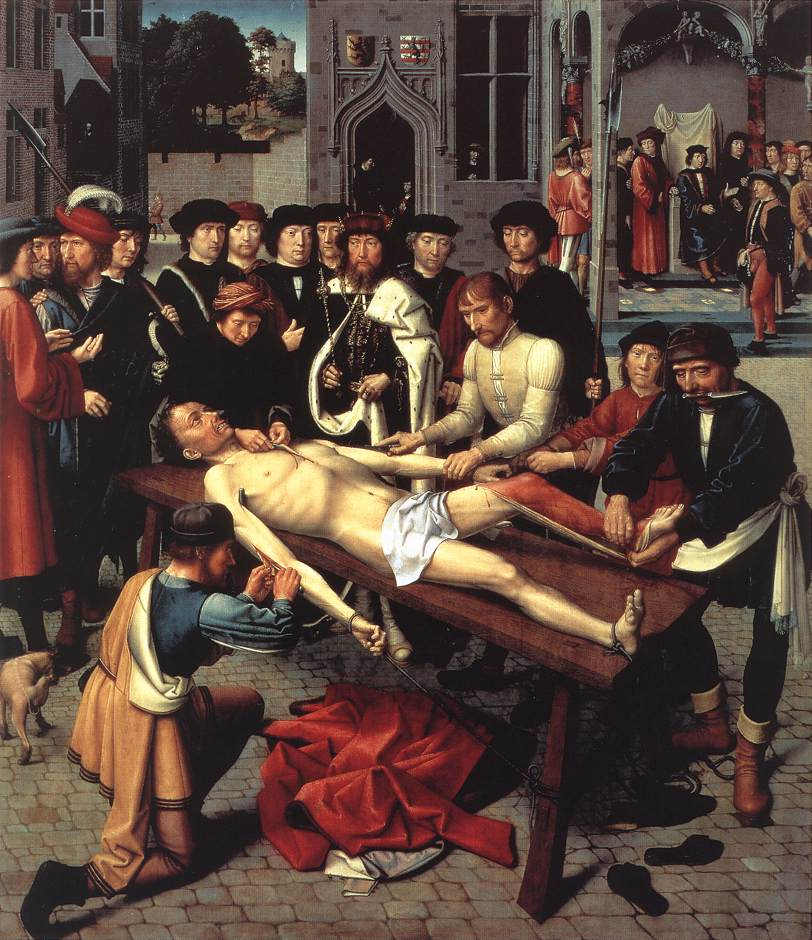
Bild: Gerard David: Die Häutung des Sisamnes (1498)

Sisamnes (altgriechisch Σισάμνης Sisámnēs) ist eine Figur aus den Historien des Herodot. Dort ist er ein korrupter Richter unter dem Tyrannenkönig Kambyses II. Sisamnes nimmt einen Geldbetrag an und fällt daraufhin ein ungerechtes Urteil. Der König lässt den Richter lebendig enthäuten und nimmt das Leder der Haut, um damit den Richterstuhl zu bespannen, in welchem dann der Sohn des Sisamnes, Otanes, richten soll.

## Quelle
„ταῦτα Δαρεῖος εἴπας, καὶ καταστήσας Ἀρταφρένεα ἀδελφεὸν ἑωυτοῦ ὁμοπάτριον ὕπαρχον εἶναι Σαρδίων, ἀπήλαυνε ἐς Σοῦσα ἅμα ἀγόμενος Ἱστιαῖον, Ὀτάνεα δὲ ἀποδέξας στρατηγὸν εἶναι τῶν παραθαλασσίων ἀνδρῶν· τοῦ τὸν πατέρα Σισάμνην βασιλεὺς Καμβύσης γενόμενον τῶν βασιληίων δικαστέων, ὅτι ἐπὶ χρήμασι δίκην ἄδικον ἐδίκασε, σφάξας ἀπέδειρε πᾶσαν τὴν ἀνθρωπέην, σπαδίξας δὲ αὐτοῦ τὸ δέρμα ἱμάντας ἐξ αὐτοῦ ἔταμε καὶ ἐνέτεινε τὸν θρόνον ἐς τὸν ἵζων ἐδίκαζε· ἐντανύσας δὲ ὁ Καμβύσης ἀπέδεξε δικαστὴν εἶναι ἀντὶ τοῦ Σισάμνεω, τὸν ἀποκτείνας ἀπέδειρε, τὸν παῖδα τοῦ Σισάμνεω, ἐντειλάμενός οἱ μεμνῆσθαι ἐν τῷ κατίζων θρόνῳ δικάζει.“

„Nachdem Dareios also gesprochen und den Artafernes, seinen leiblichen Bruder von Vaterseite, zum Unterkönig in Sardis eingesetzt, zog er fort nach Susa, und Histiäos mit ihm; und den Otanes ernannte er zum Obersten der Kriegsvölker an der Küste, dessen Vater Sisamnes, der königlichen Richter einen, König Kambyses hatte ermorden und ihm die ganze Haut abziehn lassen, weil er um Geld ein ungerechtes Urtheil gefället, und nachdem er ihm die Haut abgeschunden, hatte er Riemen daraus geschnitten und sie über den Stuhl gespannt, darauf er zu Gerichte saß, und als Kambyses das gethan, hatte er zum Richter ernannt statt des Sisamnes, den er ermordet und geschunden, desselbigen Sisamnes Sohn, und hatte ihm befohlen, daß er daran gedächte, auf was für einem Stuhl er säße zu Gericht.“

## Rezeption
Der Maler Gerard David hat 1498 zwei Gemälde zu dem Thema angefertigt: Das Urteil des Kambyses und Die Schindung des Sisamnes. Zusammen ergaben sie das Diptychon Gerechtigkeitstafeln. Dieses war dazu gedacht, im Schöffenzimmer des Brügger Rathauses ausgestellt zu werden.
Lucas Cranach der Ältere machte Das Urteil des Kambyses zum Bestandteil der Exemplum-Tafeln des Kurfürsten Joachim II. des Berliner Schlosses.